# Hama (muhafaza)
Hama (arab. ‏مُحافظة حماه‎) – jedna z 14 jednostek administracyjnych pierwszego rzędu (muhafaza) w Syrii. Jest położona w środkowo-zachodniej części kraju. Graniczy od południa z Hims, od wschodu z Rakka, od północy z Aleppo i Idlib, a od zachodu z Latakia i Tartus.
W 2011 muhafaza liczyła 1 628 000 mieszkańców; dla porównania, w 2004 było ich 1 384 953, a w 1981 – 736 452.